# Bastone sibilante
Il bastone sibilante è uno strumento musicale primitivo appartenente alla classe degli aerofoni costituito da una tavola di legno fissata ad una corda che produce suoni di altezze diverse a seconda della velocità con cui viene volteggiata in aria.